# Neu- und Ausbaustrecke Mannheim–Karlsruhe

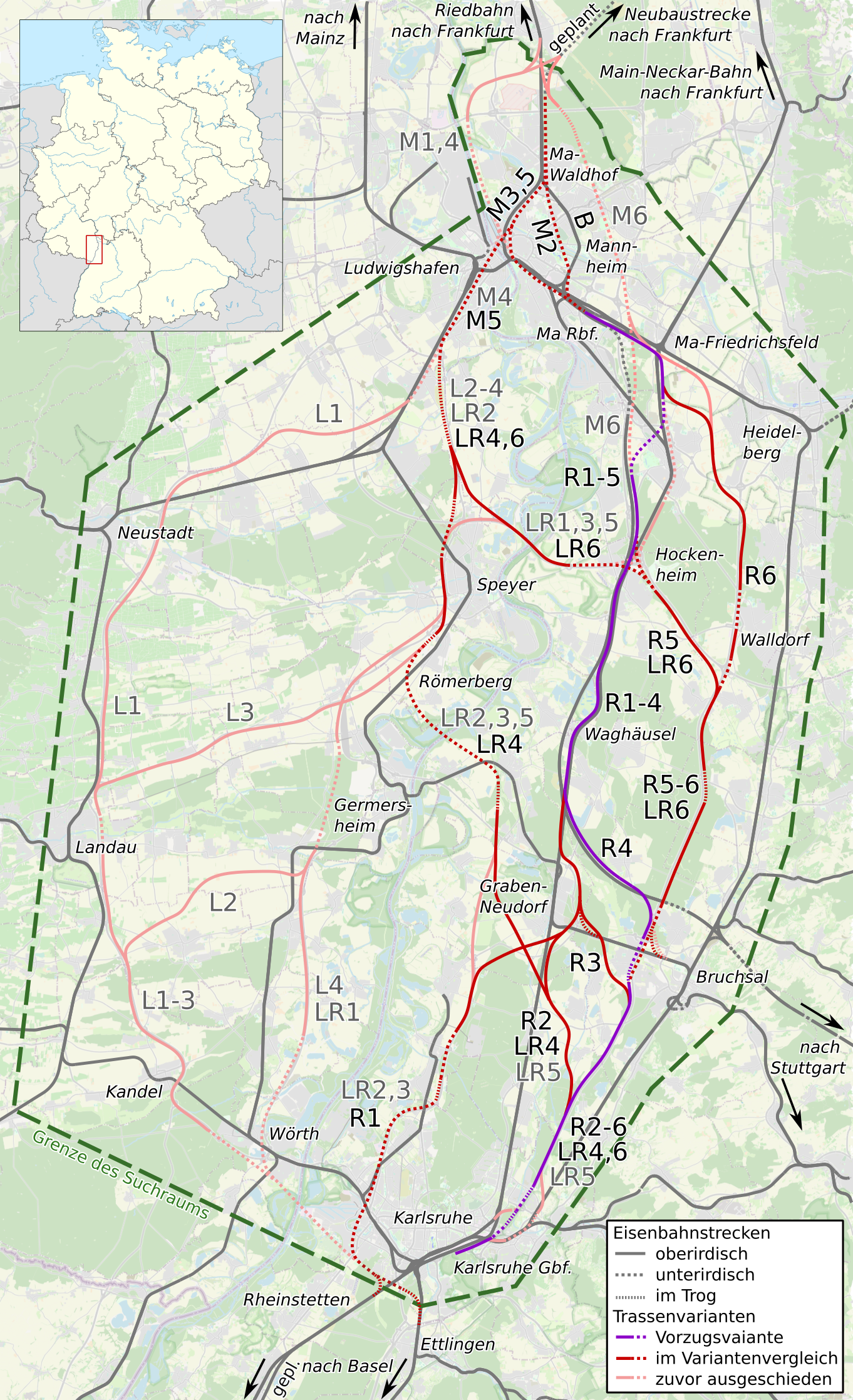
Karte der untersuchten Trassierungsvarianten. L1-4 linksrheinische Varianten, R1-6 rechtsrheinische Varianten, LR1-6 Varianten mit Wechsel der Rheinseite bei Speyer oder Römerberg, M1-6, B Varianten zur Durchquerung von Mannheim. Stand: April 2024

Die Neu- und Ausbaustrecke Mannheim–Karlsruhe bezeichnet ein Ausbauprojekt im Rahmen des Bundesverkehrswegeplans zur Erweiterung der Eisenbahninfrastruktur zwischen Mannheim und Karlsruhe um zwei weitere Gleise. Das Projekt befindet sich seit 2019 in der Planungsphase.

## Hintergrund
Mit der Steigerung des Eisenbahnverkehrs, insbesondere des Güterverkehrs, auf der Eisenbahnachse entlang des Rheins zwischen den Nordseehäfen, der Schweiz und Italien (Achse Nr. 24 der Transeuropäischen Netze) entstand die Notwendigkeit, die Eisenbahninfrastruktur in diesem Korridor auszubauen. Mit der Neubaustrecke Frankfurt–Mannheim entstehen in den kommenden Jahren zwei zusätzliche Gleise nördlich von Mannheim-Waldhof, mit der Ausbau- und Neubaustrecke Karlsruhe–Basel zwei zusätzliche Gleise südlich von Karlsruhe. Im Rahmen der Korridorstudie Mittelrhein wurde 2015 festgestellt, dass zwischen Mannheim und Karlsruhe, insbesondere zwischen Graben-Neudorf und Karlsruhe, die vorhandene Schieneninfrastruktur nicht ausreicht, um die erwarteten zusätzlichen Verkehre aufzunehmen. Daher wurde ein Projekt zum viergleisigen Ausbau dieses Streckenabschnitts in den Bundesverkehrswegeplan aufgenommen. Im Zuge weiterer Kapazitätsuntersuchungen im Raum Mannheim/Karlsruhe wurde festgestellt, dass auch zwischen Mannheim und Graben-Neudorf kritische Kapazitätsengpässe zu erwarten sind, so dass das Ausbauprojekt auf die Gesamtstrecke zwischen Mannheim und Karlsruhe ausgedehnt wurde.

## Räumliche Abgrenzung
Die Planung erstreckt sich in Nord-Süd-Richtung von Mannheim-Waldhof, dem Endpunkt der Neubaustrecke Rhein/Main–Rhein/Neckar bis zum Güterbahnhof Karlsruhe, wo Anschluss an die weiterführenden Strecken nach Süden besteht. In Ost-West-Richtung wurde ein Suchraum für eine mögliche Streckenführung definiert, der vom Pfälzer Wald im Westen bis zum Kraichgau im Osten reicht.

## Projektablauf
Im Jahr 2019 starteten die Planungen für das Projekt. Zunächst soll eine Vorzugsvariante für die Streckenführung gesucht werden. Hierzu wurde bis März 2021 eine Raumwiderstandsanalyse durchgeführt und aus den Bereichen vergleichsweise geringeren Raumwiderstandes Grobkorridore für mögliche Trassen bestimmt. Anschließend wurden durchgängige Trassenvarianten konstruiert und am 21. September 2022 insgesamt 20 Varianten vorgestellt, die in den vertieften Variantenvergleich eingehen sollen. Diese Varianten verlaufen alle zwischen der Bundesstraße 9 im Westen und der Bundesautobahn 5 im Osten und sind überwiegend mit der B9, der B36, der A5, der A6, der A61 sowie der Bestandsstrecke Schwetzingen–Graben-Neudorf gebündelt. Weiter nach Westen ausgreifende Trassierungsvarianten wurden von der weiteren Untersuchung zurückgestellt. Bis März 2023 wurden ferner solche Trassenvarianten zurückgestellt, die keine Südost-Anbindung an den Rangierbahnhof Mannheim zulassen.
Zur Durchquerung von Mannheim wurden mehrere Trassierungsvarianten im Tunnel entwickelt. Außerdem soll die Nutzung der Bestandsstrecken, insbesondere der östlichen Riedbahneinführung, zur Durchquerung Mannheims geprüft werden. Eine Entscheidung für eine der untersuchten Varianten soll erst nach der Veröffentlichung der Verkehrsprognose 2040 durch das Bundesministerium für Digitales und Verkehr erfolgen, die für Anfang 2025 erwartet wird (Stand April 2024). Anschließend soll diese Vorzugsvariante einer Raumverträglichkeitsprüfung unterzogen werden.